# Brigueuil
Brigueuil är en kommun i departementet Charente i regionen Nouvelle-Aquitaine i västra Frankrike. Kommunen ligger  i kantonen Confolens-Sud som ligger i arrondissementet Confolens. År 2022 hade Brigueuil 1 101 invånare.

## Befolkningsutveckling
Antalet invånare i kommunen Brigueuil
Referens:INSEE